# 皇子山総合運動公園
皇子山総合運動公園（おおつしおうじやまそうごううんどうこうえん）は、滋賀県大津市にある都市公園（運動公園）である。施設は大津市が所有し、公益財団法人大津市公園緑地協会が指定管理者として運営管理を行っている。

## 施設

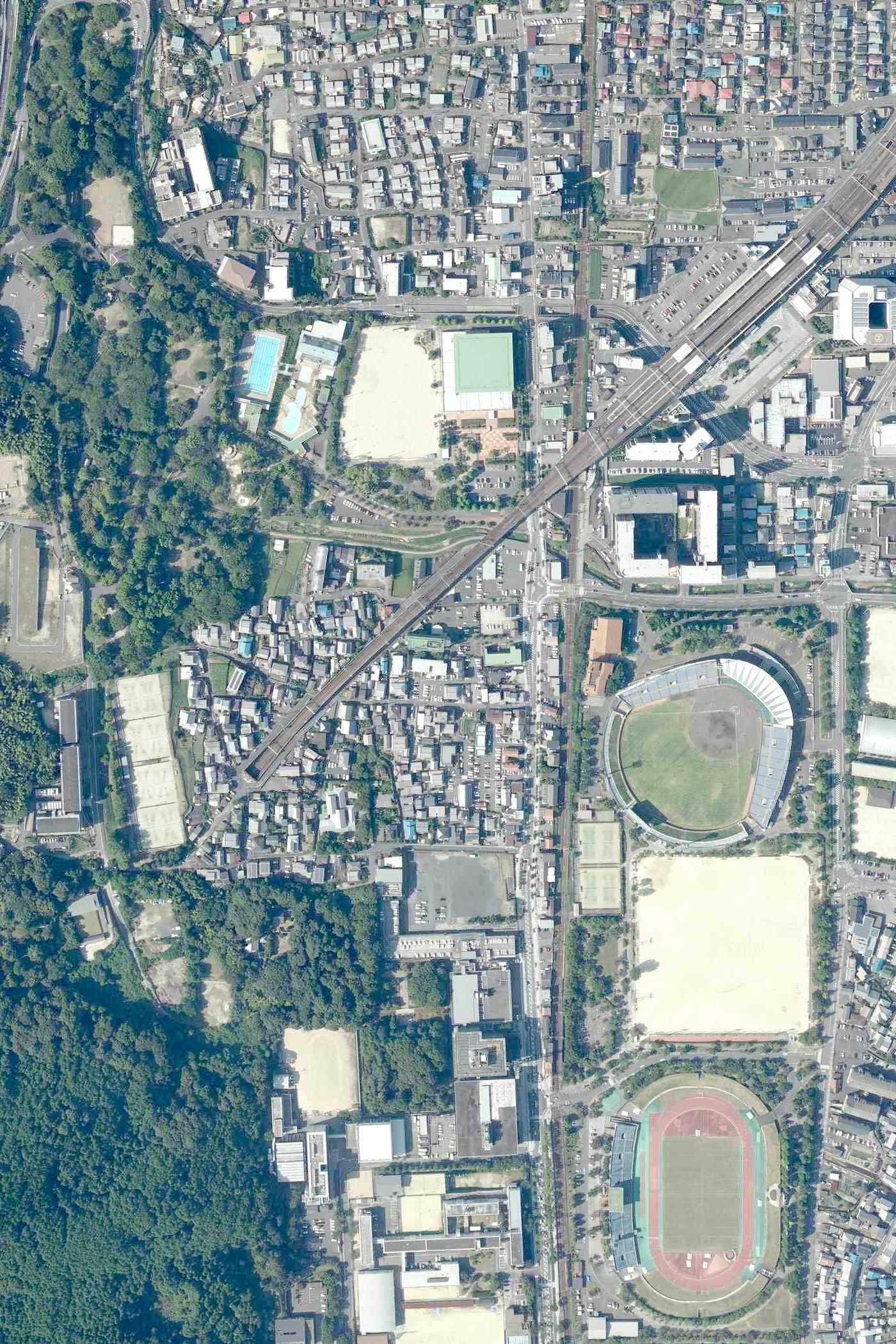
皇子山総合運動公園と皇子が丘公園の航空写真（2020年）

### その他
- 多目的運動広場
- テニスコート

## アクセス
- 京阪石山坂本線・大津市役所前駅より徒歩5分[3]
  - 陸上競技場
  - 多目的運動場
- 京阪石山坂本線・京阪大津京駅より徒歩5分[4][5]
  - 野球場
- JR湖西線・大津京駅より徒歩8-10分[3][4][5]
  - 野球場